# Denny Laine
Denny Laine, właśc. Brian Frederick Arthur Hines (ur. 29 października 1944 w Birmingham, zm. 5 grudnia 2023 w Naples) – angielski muzyk, gitarzysta i wokalista zespołów The Moody Blues oraz Wings.

## Życiorys
Miał pochodzenie romskie. Uczył się w Yardley Grammar School w Birmingham. Zaczął uczyć się gry na gitarze zainspirowany muzyką Django Reinhardta. Pierwszy publiczny wytęp zaliczył już w wieku 12 lat. Wkrótce zaczął profesjonalną karierę w zespole „Denny & The Diplomats”, gdzie poznał przyszłego perkusistę Electric Light Orchestra Beva Bevana.
W 1964 r. odszedł z The Diplomats, by razem z Mikiem Pinderem dołączyć do The Moody Blues. Zaśpiewał w utworze „Go Now” z pierwszego albumu. Utwór szybko stał się hitem w Wielkiej Brytanii, zajmując pierwsze miejsce na listach przebojów. Jego kariera w The Moody Blues była krótka. Już w 1966 r. Laine odszedł z zespołu. Ostatnim nagraniem MB z udziałem Laine’a był singiel „Life’s Not Life” wydany w 1967 r.
Po opuszczeniu The Moody Blues, założył „The Electric String Band”, w skład którego weszli obok niego Trevor Burton i Viv Prince. Wydali dwa single: „Say You Don’t Mind” w 1967 r. oraz „Too Much In Love” w 1968 r. W 1967 r. wystąpili na koncercie razem z The Jimi Hendrix Experience i Procol Harum teatrze Saville w Londynie. Jednak zespół ten nie zdobył większej popularności i został rozwiązany. Laine i Burton dołączyli do zespołu „Balls” w 1969 r., w którym grali aż do rozpadu grupy w 1971 r. Laine w tym czasie grał także w zespole „Ginger Baker’s Air Force”.
W 1971 r. Denny dołączył do Paula McCartneya, z którym założył zespół Wings. W Wings Laine grał przez 10 lat, aż do rozwiązania grupy w 1981 r. W zespole tym Denny grał na gitarze, gitarze basowej, klawiszach oraz śpiewał i współtworzył teksty piosenek. Był to najlepszy okres w jego karierze zarówno pod względem popularności jak i pod względem finansowym.
W styczniu 1980 r. McCartney został aresztowany za posiadania marihuany na lotnisku w Japonii. Japońskie tournée zespołu zostało odwołane. W tym roku Wings pracowali także nad nowym materiałem, ale na początku 1981 r. Paul oświadczył, że zespół zakończył swą działalność. Niewydany materiał Wings znalazł się na dwóch następnych solowych albumach McCartneya, co znacznie pogorszyło jego stosunki z Laine’em.
W 1980 r. ukazał się solowy album Denny’ego zatytułowany „Japanese Tears” (pol. „Japońskie Łzy”), co odebrano jako widoczny atak na McCartneya. Z tekstów utworów wynika jednak, że tytuł odnosi się do rozczarowania japońskich fanów po odwołaniu trasy Wings w ich kraju.
W 1986 r. Denny zagrał na koncercie charytatywnym, z którego dochód przeznaczony został na szpital dziecięcy w Birmingham. Na tym samym koncercie wystąpił jego były zespół – The Moody Blues.
W połowie lat 80. ogłosił bankructwo i sprzedał współprawa do utworu „Mull of Kintyre” współautorowi, McCartneyowi. Nie przestał jednak tworzyć, pojawiał się także na imprezach poświęconych The Beatles oraz Wings.

## Życie prywatne
Był żonaty z Jo Jo Laine (zmarła 29 października 2006), z którą miał syna – Laine’a Hinesa oraz córkę – Heidi Hines. Miał jeszcze trójkę dzieci z innych związków: Lucianne Grant, Damiana Jamesa i Ainsley Laine-Adams. Jego ostatnią partnerką była Rosha.

## Filmografia
- Uwaga! Mr. Baker (2012, film dokumentalny, reżyseria: Jay Bulger)[4]